# 科祖利
51°27′54″N 28°22′29″E / 51.46500°N 28.37472°E
科祖利（烏克蘭語：Козулі），是烏克蘭北部的村莊，隸屬日托米爾州的科羅斯滕區。該村始建於1779年，面積0.22平方公里，海拔高度171米，2001年人口25，人口密度每平方公里116.28人。